# واردمحله
واردمحله، روستایی از توابع بخش مرکزی شهرستان ساری در استان مازندران ایران است.

## جمعیت
این روستا در منطقه پایین کولا ازدهستان کلیجان رستاق سفلی قرار داشته و براساس آخرین سرشماری مرکز آمار ایران که در سال ۱۳۸۵ صورت گرفته، جمعیت آن ۶۸۲نفر (۱۶۶خانوار) بوده‌است. قدمت این روستا حدوداً به سه قرن بیش نمی‌رسد تا اوایل انقلاب این روستا از اعتبارات پایین کولا بهره‌مند بود بعد از انقلاب نیز تجزیه و از پایین کولا جدا شد.